# Jean-Baptiste Hilaire
Pour les articles homonymes, voir Hilaire.
Jean-Baptiste Hilaire, né en 1751 à Audun-le-Tiche et mort en 1828 à Paris, est un peintre, aquarelliste, dessinateur et illustrateur français.

## Biographie
Jean-Baptiste Hilaire naît en 1753 à Audun-le-Tiche.
Il est élève de Leprince dont il s'inspire, particulièrement dans ses dessins d'illustrations. Il expose au Salon de la Jeunesse, place Dauphine, en 1780, et au salon de la correspondance, la même année. Il prend part aux expositions officielles du Louvre : salon de 1796. Le musée du Louvre conserve de cet artiste : La Musique, La Lecture, deux peintures d'une jolie couleur, d'une forme un peu mièvre, mais qui assurent à Hilaire, cependant, une place très honorable parmi les peintres de la fin du XVIIIe siècle. Langlois et Georges Malbeste ont gravé d'après lui une suite de costumes orientaux pour une relation d'un voyage en Orient. Ce sont de fort jolies estampes. On cite aussi de lui le dessin de l'Anthropophage, pièce gravée par Mathieu, sur un criminel nommé Blaise Ferrage sit Seyé (1783).
Il meurt après 1822 à Paris.